# Camp Cucamonga
Camp Cucamonga è un film televisivo del 1990, diretto dal regista Roger Duchowny.

## Trama
Il film racconta le avventure di un gruppo di ragazzi in vacanza presso un campeggio estivo.